# O Combate (Fortaleza)
O Combate foi um jornal brasileiro da cidade de Fortaleza, publicado inicialmente em 12 de junho de 1921 como órgão de divulgação da então recém-fundada Federação dos Trabalhadores do Ceará.